# Steen Rasmussen (Musiker)
Steen Rasmussen (* 27. März 1968) ist ein dänischer Jazzmusiker (Piano, Komposition, Orchesterleitung).

## Leben und Wirken
Rasmussen machte 1987 sein Abitur am musischen Zweig des Langkær-Gymnasium in Aarhus, um zwischen 1991 und 1995 ein Studium am Rytmisk Musikkonservatorium in Kopenhagen zu absolvieren.
Dann gehörte er zu den Gruppen von Søs Fenger, Lis Sørensen und Marie Carmen Koppel. Er leitete eigene Projekte mit den Sängern Josefine Cronholm, Marcia Lopes, Joyce Moreno und Leo Minax. Mit seiner eigenen Band hat er seit 2007 sechs Alben veröffentlicht und tourte in Dänemark, Spanien, Brasilien, Ecuador und Kolumbien. Weiterhin arbeitete er mit Sanne Salomonsen, der DR Big Band, Kid Creole & The Coconuts, Benjamin Koppel, den Cowgirls, Airto Moreira, Toninho Horta, Robertinho Silva, Silvana Malta, Nicola Stilo oder Charlie Watts.

## Diskographische Hinweise
- Primeiro Amor (2007)
- Steen Rasmussen feat. Josefine Cronholm: Amanhã Immorron Tomorrow (2009)
- Quarteto em São Paulo (2011)
- Steen Rasmussen Quinteto feat. Leo Minax: Lo mejor de cada casa (2013)
- Steen Rasmussen Quinteto feat. Paulo Braga: Presenca (2015)
- Steen Rasmussen Quinteto Canta (2018)
- Steen Rasmussen & Josefine Cronholm: Milton på Svenska (Stunt Records 2023)[2]